# Lucilia caesia
Lucilia caesia — вид двокрилих комах родини каліфорид (Calliphoridae). Поширений лише у Франції.